# جودو بارالمبي
الجودو البارالمبي أو الجودو لذوي الاحتياجات الخاصة، هو نسخة معدلة من فنون القتال اليابانية الجودو للمتنافسين من ذوي الإعاقة البصرية . لا تختلف قواعد هذه الرياضة إلا قليلاً عن مسابقات الجودو العادية. كانت جزءًا من برنامج الألعاب البارالمبية الصيفية منذ عام 1988 للرجال و 2004 للنساء.

## فئات
في ديسمبر 2021، قسم الاتحاد الدولي لرياضة المكفوفين فعاليات البارا جودو إلى فئتي ج1 / ج2.

## أهلية المشاركة[3]
تخضع أهلية المشاركة إلى قواعد خاصة بضعف البصر وفقًا لتصنيفات ضعف البصر المُعلنة وهي ضعف بنية العين، ضعف الأعصاب أو المسارات البصرية، أو مشكلة في منطقة الرؤية في الدماغ، مما يؤدي إلى في فقدان الرؤية في كلتا العينين. ناجمة عن ظروف مثل المهق ، الضمور البقعي ، الحثل البقعي أو المخروطيّ والتهاب الشبكية الصباغي.
وتصنيفهم إلى ثلاث فئات
| B1 | اللاعبون المكفوفون وليس لديهم إدراك للضوء |
| B2 | اللاعبون الذين لديهم ضعف شديد في الرؤية في كلتا العينين سواء في مدى ذلك يمكنهم الرؤية أو مدى اتساع الرؤية                                    |
| B3 | اللاعبون الذين يعانون من ضعف الرؤية في كلتا العينين، ولكن الرؤية أكثر من لاعبين B2. تتأثر الرؤية إما بمدى رؤيتهم أو مدى اتساع ما يمكن أن يرى |

## قواعد
تخضع منافسات الجودو البارالمبية لقواعد الاتحاد الدولي للجودو (IJF) مع بعض التعديلات التي حددها الاتحاد الدولي لرياضة المكفوفين (IBSA). والفرق الرئيسي بين القواعد هو أن المنافسات تبدأ دائمًا بقبضة فضفاضة من المتنافسين على بدلات الجودو الخاصة بكل منهما (تسمى القبضة " Kumikata ") وإذا انقطع الاتصال، يتم استدعاء "mate" (Wait) أو التوقف، ويعود المتنافسان إلى المركز ويعيدان الإمساك.
تستمر المعارك خمس دقائق للرجال. والهدف هو إما الحصول على نقاط أكثر من المنافس من خلال الهجمات الماهرة أو تسجيل "إيبون" عن طريق رمي الخصم على ظهره وتثبيته لمدة 20 ثانية، أو عن طريق قفل الذراع أو الإخضاع بالخنق.
إذا انتهت المباراة بالتعادل، يدخل لاعبو الجودو في نظام النقاط الذهبية. ويفوز بالمباراة أول لاعب يحصل على أي نقاط.
لا يحق سوى للرياضيين الذين يعانون من ضعف البصر التنافس، حيث تتنافس جميع فئات البصر (B1 وB2 وB3) معًا ويتم تقسيمها وفقًا لوزن لاعبي الجودو.
في دورة الألعاب البارالمبية ريو 2016 كان هناك سبع فئات مختلفة للوزن للرجال وست فئات للوزن للسيدات: -48 كجم، -52 كجم، 57 كجم، -63 كجم، -70 كجم و+70 كجم.
يتنافس الرياضيون في سلسلة من البطولات على مدار العام، بما في ذلك كأس العالم والبطولات العالمية والإقليمية.
تتم إدارة رياضة الجودو من قبل الاتحاد الدولي للرياضات للمكفوفين (IBSA).

## المشاركة البارالمبية
بدأت لعبة الجودو البارالمبي في المشاركة في الألعاب البارالمبية في فئة الرجال منذ دورة سول في كوريا الجنوبية عام 1988، وتعد هي فن القتال الوحيد في البرنامج البارالمبي. وحازت اليابان على العدد الأكبر من الميداليات بأربعة ذهبيات وفضيتان بصفتها موطن رياضة الجودو، هي الدولة الأكثر نجاحًا في الألعاب البارالمبية. فقد فازت بأكثر من 30 ميدالية في رياضة الجودو البارالمبية، بما في ذلك 12 ميدالية ذهبية.
أصبح البريطاني سيمون جاكسون أول بطل بارالمبي في رياضة الجودو بعد فوزه بمسابقة وزن تحت 60 كجم للرجال في دورة سول 1988.
في بكين 2008، تصدر البرازيلي أنطونيو تينوريو منصة التتويج في فئة الرجال تحت 100 كجم، وأصبح أول لاعب بارالمبي يفوز بالميدالية الذهبية في أربع دورات بارالمبية متتالية. ثم فاز بالميدالية البرونزية في لندن 2012 والميدالية الفضية في ريو 2016.

## روابط خارجية
- الاتحاد الدولي لرياضة المكفوفين